# 史登商學院
史登商學院（英文全名：Leonard N. Stern School of Business；簡稱史登）是一所隸屬於紐約大學（NYU）、以校友和捐款者Leonard N. Stern之名設立的商學院。創辦人為Charles Waldo Haskins（紐約大學坦登工程學院校友），史登初於1900年成立為NYU的「商業、會計暨金融學系」，座落於NYU的格林威治村校區。2009年英國金融時報將史登排名於全球第10大商業學院2020年其MBA排名第19。2021年美國新聞與世界報導將史登在美國商學院本科排名第5。

## 外部連結
- 官方网站（页面存档备份，存于）
  - TRIUM 全球高階MBA（页面存档备份，存于）－為NYU史登商學院、倫敦政治經濟學院及巴黎高等商學院合辦
  - Master of Science in Global Finance－NYU史登商學院與香港科技大學合辦
  - Executive Master of Science in Risk Management－NYU史登商學院與阿姆斯特丹金融學院合辦
  - Executive MBA in Banking and Financial Institutions Management－NYU史登商學院與瑞士金融學院合辦
- NYU Stern on Finance（页面存档备份，存于）－認識「金融危機」
- 《STERN Business》（页面存档备份，存于）－線上雜誌